# Општина Аданката (Јаломица)
Аданката (рум. Adâncata) општина је у Румунији у округу Јаломица.
Oпштина се налази на надморској висини од 65 m.